# ورزشگاه کورخیدورا
ورزشگاه کورخیدورا (انگلیسی: Estadio Corregidora) یک ورزشگاه فوتبال در شهر کرتارو، مکزیک است.
این ورزشگاه که در سال ۱۹۸۵ تأسیس شده دارای ۳۴٬۰۴۵ نفر ظرفیت و میزبان جام جهانی فوتبال ۱۹۸۶ بوده است.